# هايكي لين (مجدف)
هايكي لين (بالفنلندية: Heikki Laine)‏ هو مجدف فنلندي، ولد في 16 يونيو 1936 في توركو في فنلندا.

## وصلات خارجية
- هايكي لين على موقع الاتحاد الدولي للتجديف (الإنجليزية)
- هايكي لين على موقع اللجنة الأولمبية الدولية (الإنجليزية)
- هايكي لين على موقع أوليمبيديا (الإنجليزية)